# Andrea Rossi (Fußballspieler)
Andrea Rossi (* 7. November 1986 in San Benedetto del Tronto) ist ein italienischer ehemaliger Fußballspieler.

## Karriere
Andrea Rossi begann seine Karriere im Jahr 2003 in der Jugendmannschaft von Juventus Turin. Dort gewann im Jahr 2005 mit der Primavera, der höchsten Jugendmannschaft, das Torneo di Viareggio. In der Saison 2005/06 wurde er in den Profikader des italienischen Rekordmeisters aufgenommen, absolvierte allerdings kein einziges Pflichtspiel für Juventus. Im Sommer 2006 wurde er für eine Spielzeit an die AC Siena verliehen. Den Toskanern wurde zudem eine Kaufoption auf den Abwehrspieler gewährt. Obwohl Rossi nur wenige Ligaspiele für Siena bestritt, beschlossen die Toskaner die Kaufoption zu ziehen und den Verteidiger fest zu verpflichten. Auch danach erhielt Rossi nur unregelmäßige Einsätze in Siena und konnte sich nicht in die Stammelf spielen.